# Joël Gouhier

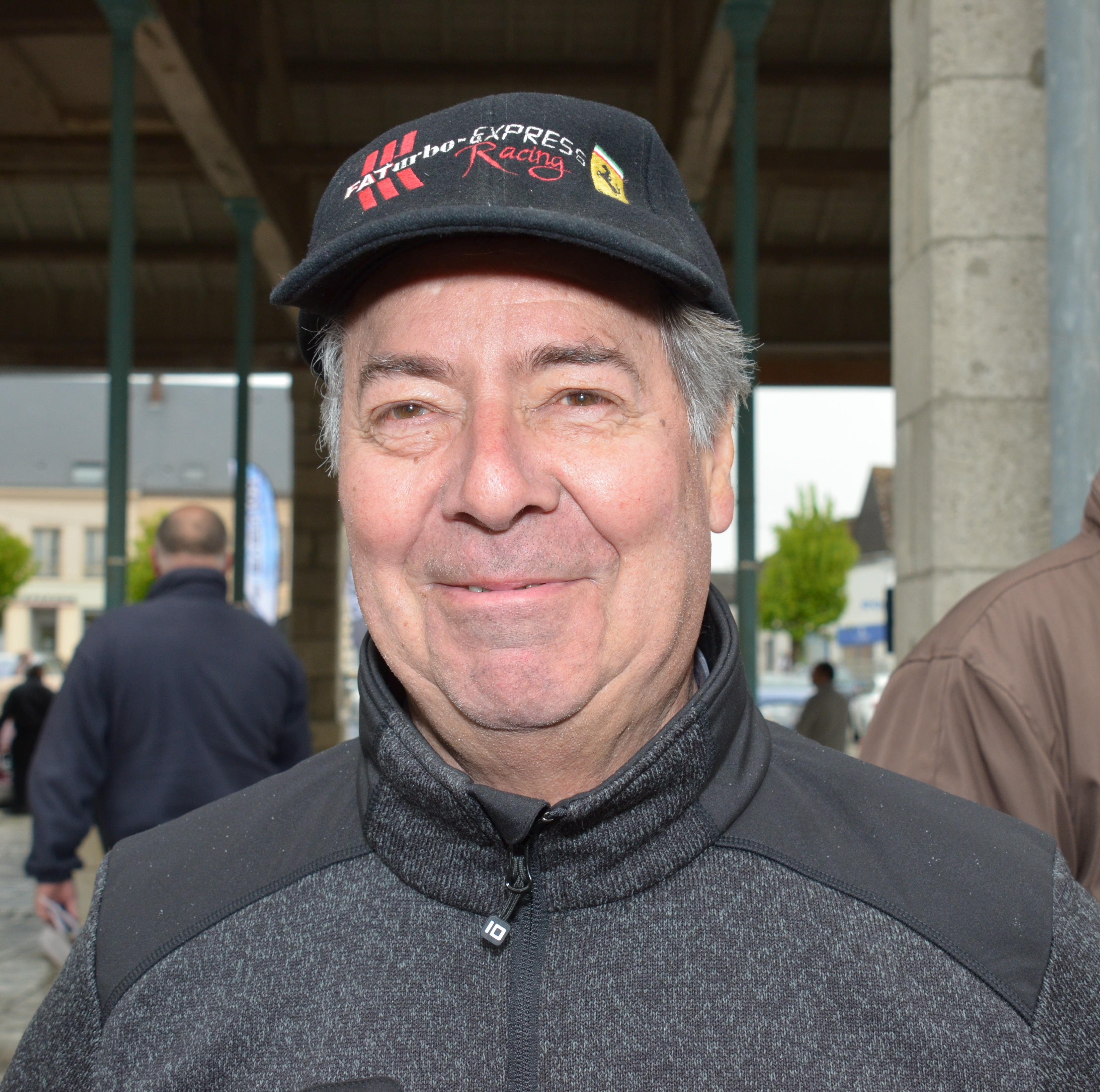
Joël Gouhier 2017

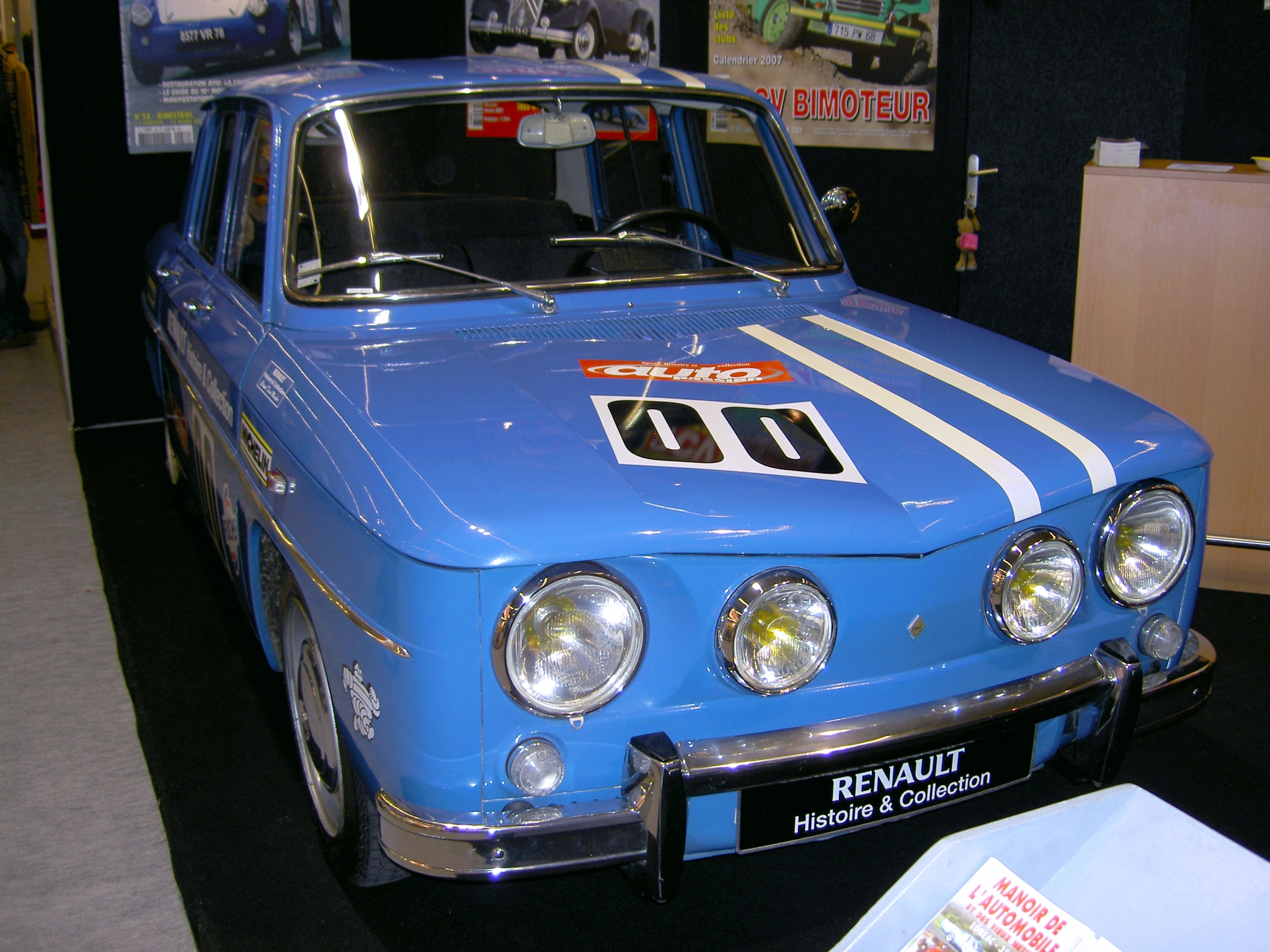
Joël Gouhiers erstes Rennfahrzeug war ein Renault 8 Gordini

Joël Gouhier (* 22. Oktober 1949 in Trizay-Coutretot-Saint-Serge) ist ein ehemaliger französischer Autorennfahrer.

## Karriere als Rennfahrer
Joël Gouhier erstes Rennfahrzeug war ein Renault 8 Gordini, mit dem er Anfang der 1970er-Jahre bei lokalen Automobil-Slaloms antrat. Erste Rundstreckenrennen bestritt er im Renault-5-Eurocup und gewann 1977 nach fünf Saisonsiegen die Gesamtwertung der französischen Formel-Renault-Meisterschaft. In den beiden folgenden Jahren beendete er die Meisterschaft als Gesamtzweiter; 1978 hinter Philippe Alliot und 1979 hinter Alain Ferté.
Anfang der 1980er-Jahre verließ er den Monopostosport und kehrte in den Renault-5-Eurocup zurück. 1982 wurde er vor Massimo Sigala, Jean Ragnotti und Jan Lammers Gesamtsieger im R5-Turbo-Eurocup und beendete die Serie ein Jahr später hinter Lammes als Vizemeister.
1983 gab er als Partner von Anne-Charlotte Verney und Vic Elford auf einem Rondeau M379 sein Debüt beim 24-Stunden-Rennen von Le Mans. Beim 24-Stunden-Rennen in Westfrankreich war bis zum Ende seiner Karriere sechsmal am Start. Seine beste Platzierung im Schlussklassement erreichte er 1986, als er auf einem Porsche 962C von Brun Motorsport gemeinsam mit Jesús Pareja und Oscar Larrauri den zweiten Gesamtrang erreichte. Im Ziel hatte das Trio einem Rückstand von achten Runden auf die Sieger Derek Bell, Hans-Joachim Stuck und Al Holbert im Werks-962C.
Neben seinen Einsätzen bei Sportwagenrennen fuhr er viele Jahre in diversen Renault-Cup-Serien und pilotierte einige Jahre eines der Safety Cars in Le Mans. Nach dem Ablauf der Saison 1994 trat er vom aktiven Rennsport zurück.

## Statistik

### Le-Mans-Ergebnisse
| Jahr | Team                       | Fahrzeug            | Teamkollege           | Teamkollege     | Platzierung             | Ausfallgrund |
| ---- | -------------------------- | ------------------- | --------------------- | --------------- | ----------------------- | ------------ |
| 1983 | Jean Rondeau Ford France   | Rondeau M379        | Anne-Charlotte Verney | Vic Elford      | Ausfall                 | Aufhängung   |
| 1984 | Brun Motorsport            | Porsche 956         | Massimo Sigala        | Oscar Larrauri  | Rang 7                  |              |
| 1985 | Brun Motorsport            | Porsche 962C        | Didier Theys          | Walter Brun     | Ausfall                 | Unfall       |
| 1986 | Brun Motorsport            | Porsche 962C        | Jesús Pareja          | Oscar Larrauri  | Rang 2                  |              |
| 1993 | Monaco Media International | Porsche Carrera RSR | Jürgen Barth          | Dominique Dupuy | Rang 15 und Klassensieg |              |
| 1994 | Repsol Ferrari Espana      | Ferrari 348LM       | Fabio Mancini         | Oscar Larrauri  | Ausfall                 | Benzinpumpe  |